# Hangable Auto Bulb
Hangable Auto Bulb  - серия из двух EP 1995 года электронного музыканта Ричарда Д. Джеймса под псевдонимом AFX.Оба были переизданы Warp Records как один альбом 31 октября 2005 года. Они ознаменовали первую попытку Джеймса писать музыку в стиле быстрого дрилл-н-бейса

## Краткая информация
Разделенные на два 12-дюймовых EP,  каждый из которых был ограничен 1000 экземплярами, эти записи знаменовали собой существенное изменение звучания по сравнению с предыдущими записями Ричарда.  Отходя от аналогового звучания ...I Care Because You Do , треки показывают, что Джеймс экспериментирует с программированием брейкбита с помощью компьютера и растянутыми сэмплами, вдохновленными драм-н-бейсом

## Критический приём
The Guardian оценил переиздание EP на 4 звезды и 5 возможных, написав "Собранная на CD впервые, эта музыка все еще звучит совершенно чуждо, поскольку Джеймс преобразует ломаные изменчивые биты в эмбиентную мелодию"
Марк Ричардсон для сайта Pitchfork оценил переиздания пластинок на 8,9 баллов из 10 возможных, сказав о Ричарде "Единственный величайший талант Ричарда Д. Джеймса, возможно, заключается в его способности программировать барабаны, которые передают чувства. У него всегда был дар к мелодии и текстуре, очевидно, но то, как эти компоненты работают с его барабанами, — это то, к чему я всегда прислушиваюсь. Возможно, поэтому я никогда не высоко оценивал Selected Ambient Works Vol. II . Для меня это звучит как только половина картины Aphex Twin". По мимо этого Ричардсон отметил барабаны,кажущимися "странно живыми, полными энергии, но подверженными ошибкам, готовыми взлететь при малейшей провокации. Это напряжение между потусторонними, но легко мелодичными мелодиями, мурлыкающими под барабанами, которые постоянно пытаются их обрамить, и есть то, о чем последующая эра музыки Джеймса, и Hangable Auto Bulb — это чертовски хорошее вступление"
Сайт Allmusic оценил первый EP на 4,5 из 5 балла, второй EP на 4 из 5 баллов, а переиздание на 4,5 из 5 баллов
Майк Шиллер для сайта PopMatters дал переизданию Hangable Auto Bulb оценку 7 баллов из 10,сказав: "Название AFX недавно воскресло ради серии кислотных 12-дюймовых синглов Analord , которые Джеймс выпустил в течение 2005 года, и, как и последний настоящий релиз Aphex Twin на сегодняшний день ( Drukqs 2001 года ), они неплохие, хотя и немного разочаровывающие. Если ничего другого, Hangable Auto Bulb может вернуть нас во времена, когда AFX (или Aphex Twin, или Polygon Window, или кем бы там, черт возьми, мистер Джеймс хотел быть в тот день) взорвал нам мозг и поджарил наши синапсы. Теперь, если бы мы только могли придумать, как заставить Джеймса сделать это с релизом, которому еще не десять лет"
Майк Уайт на сайте Release Magazine дал альбому оценку в 9 баллов из 10, дополнив фразой "Aphex Twin (Джеймс) не превзошел эту коллекцию даже сам. Классический набор в прямом смысле этого слова"

## Трек лист

### 12" EP

#### EP 1
| №                   | Название               | Длительность |
| ------------------- | ---------------------- | ------------ |
| 1.                  | «Children Talking»     | 5:19         |
| 2.                  | «Hangable Auto Bulb»   | 6:48         |
| 3.                  | «Laughable Butane Bob» | 2:58         |
| 4.                  | «Bit»                  | 0:06         |
| 5.                  | «Custodian Discount»   | 4:25         |
| 6.                  | «Wabby Legs»           | 5:29         |
| Общая длительность: | Общая длительность:    | 25:05        |

#### EP 2
| №                   | Название              | Длительность |
| ------------------- | --------------------- | ------------ |
| 1.                  | «Every Day»           | 3:44         |
| 2.                  | «Arched Maid Via RDJ» | 5:20         |
| Общая длительность: | Общая длительность:   | 9:04         |

### CD
Длина CD немного отличается от оригинальных EP. На некоторых тиражах треки 7 и 8 ошибочно перепутаны.
| №                   | Название               | Длительность |
| ------------------- | ---------------------- | ------------ |
| 1.                  | «Children Talking»     | 5:22         |
| 2.                  | «Hangable Auto Bulb»   | 6:52         |
| 3.                  | «Laughable Butane Bob» | 3:02         |
| 4.                  | «Bit»                  | 0:11         |
| 5.                  | «Custodian Discount»   | 4:30         |
| 6.                  | «Wabby Legs»           | 5:35         |
| 7.                  | «Every Day»            | 3:50         |
| 8.                  | «Arched Maid Via RDJ»  | 5:25         |
| Общая длительность: | Общая длительность:    | 34:47        |

#### бонус-треки цифрового переиздания (2017)
| №                   | Название            | Длительность |
| ------------------- | ------------------- | ------------ |
| 1.                  | «get a baby»        | 2:27         |
| 2.                  | «choirDrilll»       | 4:12         |
| Общая длительность: | Общая длительность: | 41:26        |

1. ↑  AFX - Hangable Auto Bulb (англ.) (31 октября 2005). Дата обращения: 6 апреля 2025.
2. 1 2  Hangable Auto Bulb - AFX, Aphex Twin | Album | AllMusic (англ.). Дата обращения: 6 апреля 2025.
3. 1 2  Richardson, Mark. AFX: Hangable Auto Bulb (амер. англ.). Pitchfork. Дата обращения: 6 апреля 2025.
4. ↑  Burgess, John (28 октября 2005). AFX, Hangable Auto Bulb. The Guardian (англ.). 0261-3077. Дата обращения: 6 апреля 2025.
5. ↑  Hangable Auto Bulb, Vol. 1 - AFX, Aphex Twin |... | AllMusic (англ.). Дата обращения: 6 апреля 2025.
6. ↑  Hangable Auto Bulb, Vol. 2 - AFX, Aphex Twin |... | AllMusic (англ.). Дата обращения: 6 апреля 2025.
7. ↑  AFX: Hangable Auto Bulb » PopMatters (амер. англ.). www.popmatters.com (27 октября 2005). Дата обращения: 6 апреля 2025.
8. ↑  AFX: Hangable Auto Bulb - Release Music Magazine review. releasemagazine.net. Дата обращения: 6 апреля 2025.